# Joseph Van Staeyen
Joseph Van Staeyen (Sint-Lenaarts, 18 november 1919 – Edegem, 18 juni 1991) was een Belgisch wielrenner. Hij is de vader van Ludo Van Staeyen en grootvader van Michael Van Staeyen.

## Palmares
1950
- Beveren-Waas
- Heist-op-den-Berg
- Boortmeerbeek

1951
- Nederbrakel
- Putte-Mechelen
- Zétrud-Lumay

1952
- Aaigem

1954
- Gingelom

1955
- Nazareth

## Resultaten in voornaamste wedstrijden
| Jaar | Parijs-Roubaix |
| ---- | -------------- |
| 1949 | 12e            |